# Ушагаш (Каратобинський район)
Ушага́ш (каз. Үшағаш) — село у складі Каратобинського району Західноказахстанської області Казахстану. Входить до складу Каратобинського сільського округу.
У радянські часи село називалось Кандиозек.
Населення — 464 особи (2021; 579 у 2009, 650 у 1999, 733 у 1989).